# Shinkansen Fastech 360

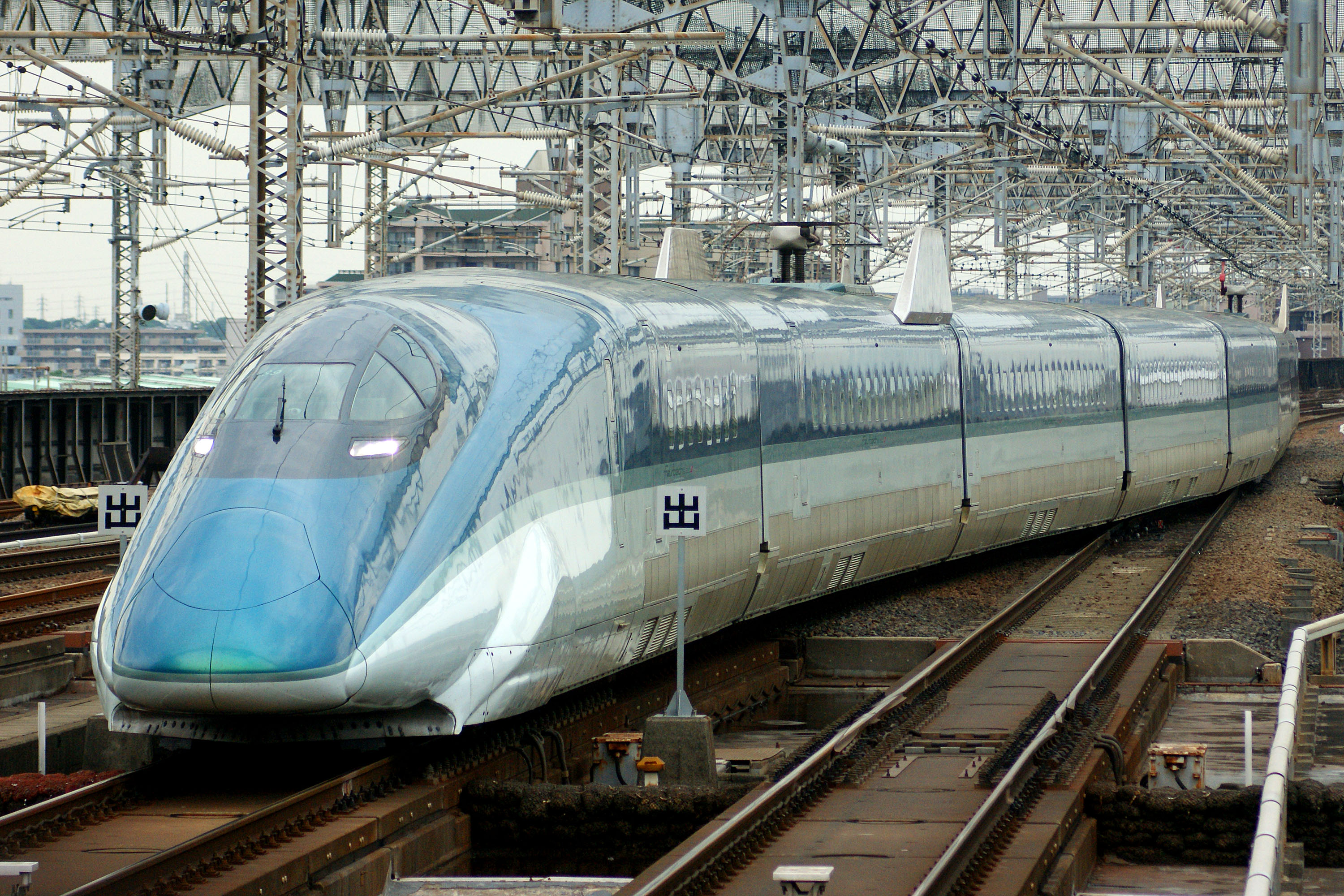
Il Fastech 360S alla stazione di Omiya, Maggio 2008

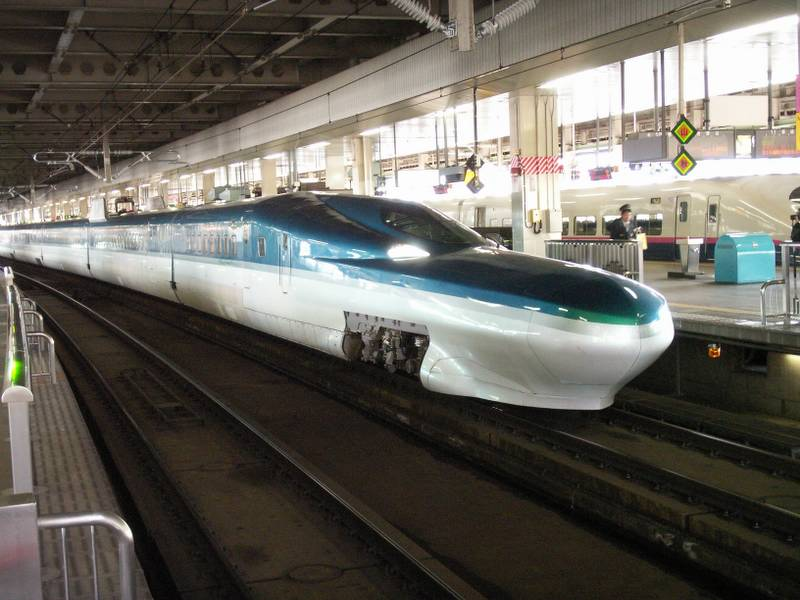
Il Fastech 360Z alla Stazione di Sendai

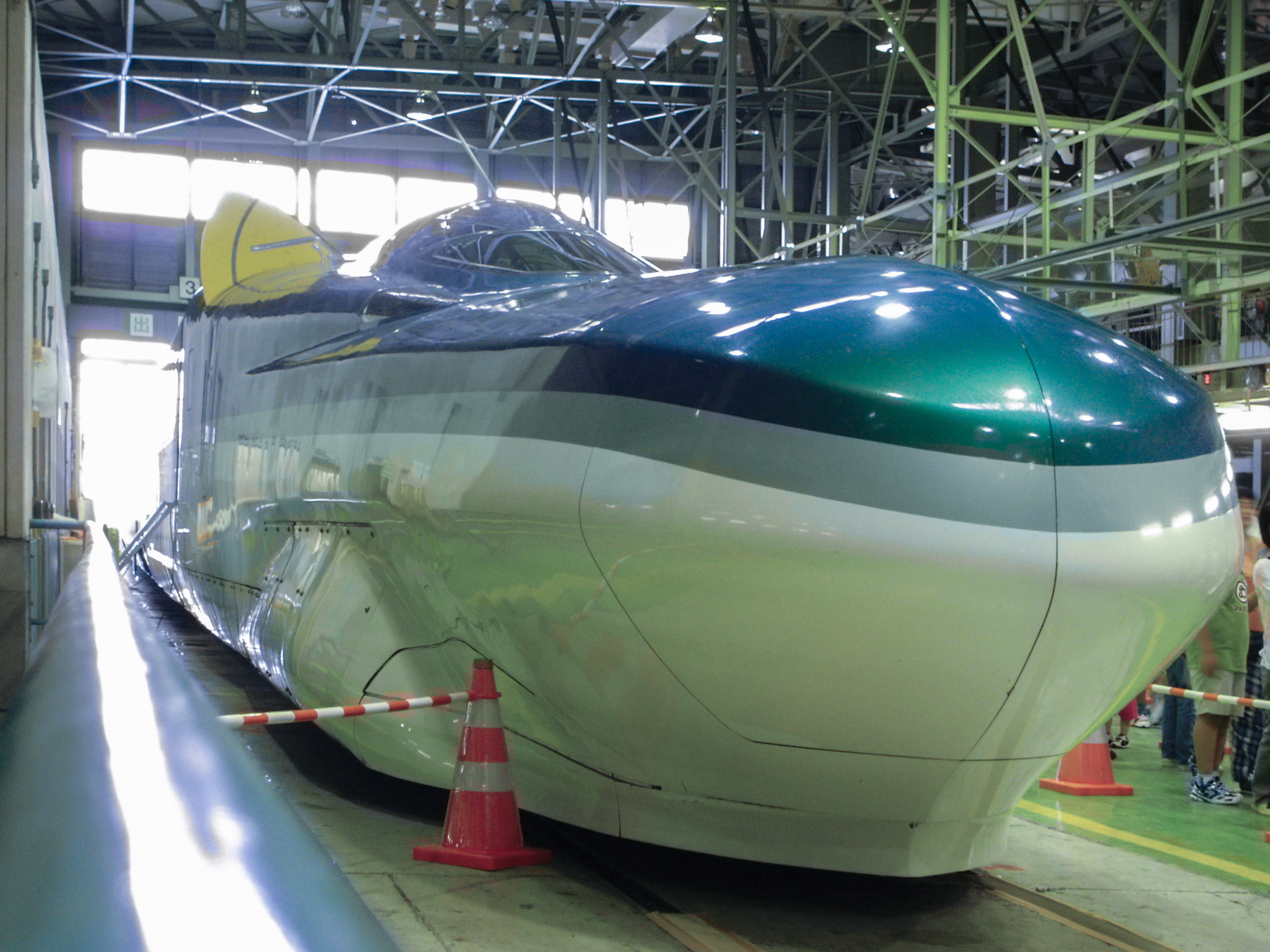
Il suo aerofreno esteso

Lo Shinkansen Fastech 360 era un elettrotreno sperimentale per linee veloci giapponesi (Shinkansen), attualmente in fase di studio per conto della compagnia JR East.

## Caratteristiche
Il nome è un portmanteau tra le parole inglesi Fast (veloce) e Technology (Tecnologia), 360 indica la velocità espressa in km/h che i progettisti pensano possa utilizzare nei servizi commerciali di linea. I test condotti sul prototipo sono stati fondamentali per lo sviluppo e la costruzione degli Shinkansen Serie E5 e Serie E6, gli E5 sono entrati in servizio a marzo 2011 mentre per gli E6 nel 2013 operando ad una velocità di 320 km/h.
I treni Fastech 360 sono equipaggiati con un aerofreno di emergenza. A causa di questi aerofreni il loro aspetto è simile alle orecchie di un gatto e per questo vengono chiamati con il soprannome Nekomimi Shinkansen (猫耳新幹線?), che letteralmente significa "Shinkansen dalle orecchie di gatto".
Come per la serie 500, lo studio del design aerodinamico del Fastech 360S (serie E954) è stato affidato all'istituto tedesco Neumeister Industrial Design.

## Modelli
Esistono 2 modelli:
- Fastech 360S (Serie E954): Solo per gli Shinkansen tradizionali, composti da 8 carrozze che vengono testati dal giugno 2005 al 2009 sul Tōhoku Shinkansen.
- Fastech 360Z (Serie E955): Per gli Shinkansen tradizionali ed i mini-Shinkansen, composti da 6 carrozze che sono in fase di test dal 2006 al 2008.